# Yuri Andronov
Yuri Vladimírovich Andronov (del ruso: Юрий Владимирович Андронов) (Samara; 6 de noviembre de 1971) es un atleta ruso, especialista en la prueba de 50 km marcha en la que llegó a ser medallista de bronce europeo en 2006.

## Carrera deportiva
En el Campeonato Europeo de Atletismo de 2006 ganó la medalla de bronce en los 50 kilómetros marcha, con un tiempo 3:43:26, , llegando a meta tras el francés Yohann Diniz (oro con 3:41:39 s) y el español Jesús Ángel García (plata).
En la Copa del mundo de marcha atlética (en la actualidad Campeonato del mundo de marcha atlética por equipos) consiguió dos terceros puestos en las citas de Naumburg 2004 y La Coruña 2006.

## Mejores marcas personales
| Mejores marcas personales | Mejores marcas personales | Mejores marcas personales | Mejores marcas personales |
| Distancia                 | Tiempo                    | Lugar                     | Fecha                     |
| ------------------------- | ------------------------- | ------------------------- | ------------------------- |
| 5000 m. PC                | 19:29.6                   | Cheliábinsk, Rusia        | 6 de enero de 2011        |
| 20 km.                    | 1h:23:12                  | Sochi, Rusia              | 22 de marzo de 2014       |
| 35 km.                    | 2h:26:29                  | Ádler, Rusia              | 1 de marzo de 2009        |
| 50 km.                    | 3h:40:46                  | Moscú, Rusia              | 11 de junio de 2012       |
| PC - Pista Cubierta       |                           |                           |                           |